# Alejandro Preinfalk
Alejandro Preinfalk Lavagni (* 3. Oktober 1970 in Mannheim, Bundesrepublik Deutschland) ist ein ehemaliger costa-ricanischer Skirennläufer.

## Karriere
Preinfalk nahm 1992 an den Olympischen Winterspielen in Albertville teil. Dort erreichte er als beste Platzierung den 65. Rang im Slalom. Danach ist er nicht mehr als Rennläufer in Erscheinung getreten.

## Erfolge

### Olympische Winterspiele
- Albertville 1992: 65. Slalom, 91. Riesenslalom